# Aștileu
Aștileu – wieś w Rumunii, w okręgu Bihor, w gminie Aștileu. W 2011 roku liczyła 1471
mieszkańców.